# Hayden Amps
Hayden est une entreprise britannique qui fabrique des amplificateurs pour guitare électrique. Elle appartient au même groupe qu'Ashdown Engineering et propose principalement des amplificateurs haut de gamme câblés à la main en Angleterre.
Mark Gooday, PDG d'Ashdown Engineering, explique son choix de créer une marque dédiée à l'amplification guitare (Ashdown produit principalement des amplis pour basse) par le fait que les guitaristes et les bassistes apprécient de jouer sur du matériel de marques différentes. Il ajoute à cela que toutes les réticences qu'il a rencontré lorsqu'il tentait d'endorser des guitaristes sur ses amplificateurs Ashdown se sont envolées quand les amplis en question ont changé de marque.
En 2007, Dave Green (anciennement ingénieur-chef auprès de Matamp) est recruté afin de concevoir les nouveaux amplificateurs à lampes. Il crée entre autres les trois séries qui constituent le catalogue actuel : Classic, Mofo et HGT-A.

## Produits
- Classic, la série haut de gamme Hayden, câblée en Angleterre.
- Mofo, des amplificateurs plus abordables mais d'une grande polyvalence qui va du son clair au high gain.
- HGT-A, des amplificateurs high gain.

## Utilisateurs
- Carl Barat
- Chris Urbanowicz
- Kevin Roentgen
- Henry Dartnall
- Rick McNamara
- Marcus "Fox" Barker
- Simon Neil
- Jesse Hughes
- Dave Catching